# Miss Mondo Africa
Miss Mondo Africa è un singolo del cantautore italiano Fulminacci, entrato in rotazione radiofonica l'8 ottobre 2021 come quinto estratto dal secondo album in studio Tante care cose.

## Video musicale
Il videoclip del brano, diretto e animato da Marco Brancato, è stato pubblicato il 27 settembre 2021 attraverso il canale YouTube di Maciste Dischi.